# Niżnia Polana pod Wołoszynem
Niżnia Polana pod Wołoszynem – polana w Tatrach Wysokich położona w Dolinie Białki, na wysokości ok. 1000 m n.p.m., poniżej Wyżniej Polany pod Wołoszynem, a nieco na południowy zachód od ujścia Waksmundzkiego Potoku do Białki oraz zbiegu szosy do Morskiego Oka i drogi dojazdowej do Schroniska w Starej Roztoce (tzw. wariant zimowy drogi do Morskiego Oka). Na polanie stoi budynek TPN – leśniczówka Roztoka. Dawniej polana wchodziła w skład Hali Wołoszyńskiej.